# Кара Мбоджі
Кара Мбоджі (фр. Kara Mbodj, нар. 11 листопада 1989, Мбур) — сенегальський футболіст, захисник катарського клубу «Ас-Сайлія» і національної збірної Сенегалу.

## Клубна кар'єра
У дорослому футболі дебютував 2008 року виступами за команду клубу «Діамбарс», в якій провів один сезон.

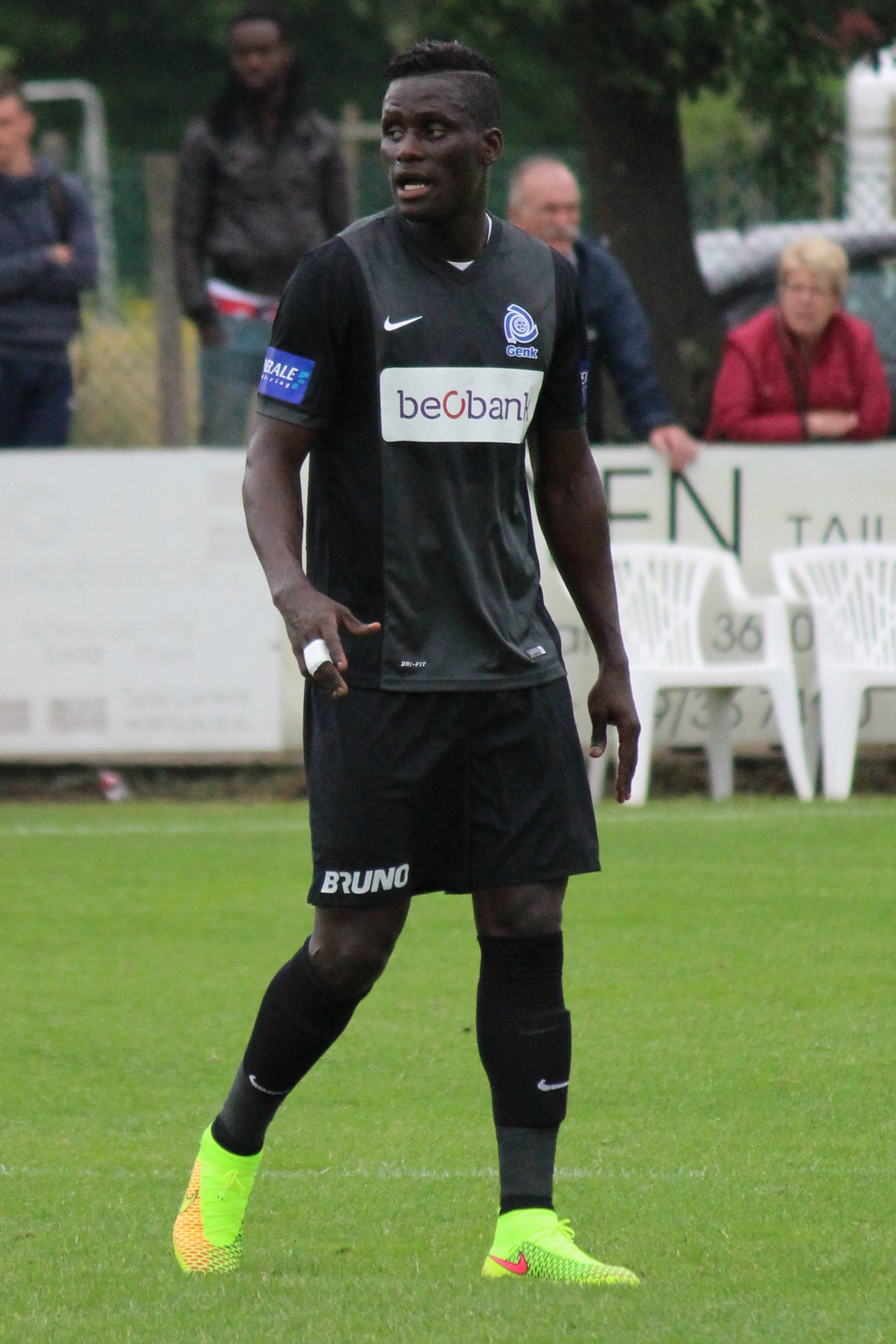
Кара Мбоджі під час виступів за «Генк». 12 липня 2014 року.

Своєю грою за цю команду привернув увагу представників тренерського штабу клубу «Тромсе», до складу якого приєднався 2010 року. Відіграв за команду з Тромсе наступні два сезони своєї ігрової кар'єри. Більшість часу, проведеного у складі «Тромсе», був основним гравцем захисту команди.
2013 року уклав контракт з бельгійським «Генком», у складі якого провів наступні два роки своєї кар'єри гравця. Граючи у складі «Генка» також здебільшого виходив на поле в основному складі команди.
До складу клубу «Андерлехт» приєднався 2015 року.

## Виступи за збірні
2012 року захищав кольори олімпійської збірної Сенегалу. У складі цієї команди провів 3 матчі. У складі збірної — учасник футбольного турніру на Олімпійських іграх 2012 року у Лондоні.
2012 року дебютував в офіційних матчах у складі національної збірної Сенегалу. Наразі провів у формі головної команди країни 47 матчів, забивши 5 голів.
У складі збірної був учасником Кубка африканських націй 2015 року в Екваторіальній Гвінеї.
| Дата       | Місто          | Господарі        | Результат               | Гості                | Турнір                                      | Голи | Примітки  |
| ---------- | -------------- | ---------------- | ----------------------- | -------------------- | ------------------------------------------- | ---- | --------- |
| 11-11-2011 | Мант-ла-Віль   | Гвінея           | 1 – 4                   | Сенегал              | товариський матч                            | -    | 54'       |
| 8-9-2012   | Абіджан        | Кот-д'Івуар      | 4 – 2                   | Сенегал              | Відбір до Кубка африканських націй 2013     | -    |           |
| 14-11-2012 | Ніамей         | Нігер            | 1 – 1                   | Сенегал              | товариський матч                            | -    |           |
| 8-6-2013   | Луанда         | Ангола           | 1 – 1                   | Сенегал              | Відбір до ЧС 2014                           | -    |           |
| 16-6-2013  | Монровія       | Ліберія          | 0 – 2                   | Сенегал              | Відбір до ЧС 2014                           | -    |           |
| 14-8-2013  | Сен-Ле-ла-Форе | Замбія           | 1 – 1                   | Сенегал              | товариський матч                            | -    |           |
| 16-9-2013  | Касабланка     | Сенегал          | 1 – 1                   | Кот-д'Івуар          | Відбір до ЧС 2014                           | -    |           |
| 21-5-2014  | Уагадугу       | Буркіна-Фасо     | 1 – 1                   | Сенегал              | товариський матч                            | -    |           |
| 25-5-2014  | Женева         | Косово           | 1 – 3                   | Сенегал              | товариський матч                            | -    | 46'       |
| 5-9-2014   | Дакар          | Сенегал          | 2 – 0                   | Єгипет               | Відбір до Кубка африканських націй 2015     | -    |           |
| 10-9-2014  | Габороне       | Ботсвана         | 0 – 2                   | Сенегал              | Відбір до Кубка африканських націй 2015     | -    |           |
| 10-10-2014 | Дакар          | Сенегал          | 0 – 0                   | Туніс                | Відбір до Кубка африканських націй 2015     | -    |           |
| 15-10-2014 | Монастір       | Туніс            | 1 – 0                   | Сенегал              | Відбір до Кубка африканських націй 2015     | -    |           |
| 15-11-2014 | Каїр           | Єгипет           | 0 – 1                   | Сенегал              | Відбір до Кубка африканських націй 2015     | -    |           |
| 19-11-2014 | Дакар          | Сенегал          | 3 – 0                   | Ботсвана             | Відбір до Кубка африканських націй 2015     | 1    |           |
| 9-1-2015   | Касабланка     | Сенегал          | 1 – 0                   | Габон                | товариський матч                            | -    |           |
| 13-1-2015  | Касабланка     | Сенегал          | 5 – 2                   | Гвінея               | товариський матч                            | 1    |           |
| 19-1-2015  | Монгомо        | Гана             | 1 – 2                   | Сенегал              | Кубок африканських націй 2015 - 1-й етап    | -    |           |
| 23-1-2015  | Монгомо        | ПАР              | 1 – 1                   | Сенегал              | Кубок африканських націй 2015 - 1-й етап    | 1    |           |
| 27-1-2015  | Малабо         | Сенегал          | 0 – 2                   | Алжир                | Кубок африканських націй 2015 - 1-й етап    | -    |           |
| 13-6-2015  | Дакар          | Сенегал          | 3 – 1                   | Бурунді              | Відбір до Кубка африканських націй 2017     | -    |           |
| 5-9-2015   | Віндгук        | Намібія          | 0 – 2                   | Сенегал              | Відбір до Кубка африканських націй 2017     | -    |           |
| 8-9-2015   | Йоганнесбург   | ПАР              | 1 – 0                   | Сенегал              | товариський матч                            | -    | 64'       |
| 13-10-2015 | Алжир          | Алжир            | 1 – 0                   | Сенегал              | товариський матч                            | -    |           |
| 13-11-2015 | Антананаріву   | Мадагаскар       | 2 – 2                   | Сенегал              | Відбір до ЧС 2018                           | -    | 76'       |
| 17-11-2015 | Дакар          | Сенегал          | 3 – 0                   | Мадагаскар           | Відбір до ЧС 2018                           | -    |           |
| 26-03-2016 | Дакар          | Сенегал          | 2 – 0                   | Нігер                | Відбір до Кубка африканських націй 2017     | -    |           |
| 29-03-2016 | Ніамей         | Нігер            | 1 – 2                   | Сенегал              | Відбір до Кубка африканських націй 2017     | -    |           |
| 28-05-2016 | Кігалі         | Руанда           | 0 – 2                   | Сенегал              | товариський матч                            | -    |           |
| 4-6-2016   | Бужумбура      | Бурунді          | 0 – 2                   | Сенегал              | Відбір до Кубка африканських націй 2017     | -    |           |
| 8-10-2016  | Дакар          | Сенегал          | 2 – 0                   | Кабо-Верде           | Відбір до ЧС 2018                           | -    |           |
| 12-11-2016 | Полокване      | ПАР              | 2 – 1                   | Сенегал              | Відбір до ЧС 2018                           | -    |           |
| 8-1-2017   | Браззавіль     | Лівія            | 1 – 2                   | Сенегал              | товариський матч                            | -    | 46', кап. |
| 11-1-2017  | Браззавіль     | Республіка Конго | 0 – 2                   | Сенегал              | товариський матч                            | -    |           |
| 15-1-2017  | Франсвіль      | Туніс            | 0 – 2                   | Сенегал              | Кубок африканських націй 2017 - 1-й етап    | 1    |           |
| 19-1-2017  | Франсвіль      | Сенегал          | 2 – 0                   | Зімбабве             | Кубок африканських націй 2017 - 1-й етап    | -    |           |
| 23-1-2017  | Франсвіль      | Сенегал          | 2 – 2                   | Алжир                | Кубок африканських націй 2017 - 1-й етап    | -    | 70', кап. |
| 29-1-2017  | Франсвіль      | Сенегал          | 0 – 0 д.ч. (4 - 5 п.п.) | Камерун              | Кубок африканських націй 2017 - чвертьфінал | -    |           |
| 27-3-2017  | Париж          | Кот-д'Івуар      | 1 – 1                   | Сенегал              | товариський матч                            | -    | кап.      |
| 6-6-2017   | Дакар          | Сенегал          | 0 – 0                   | Уганда               | товариський матч                            | -    | кап.      |
| 10-6-2017  | Дакар          | Сенегал          | 3 – 0                   | Екваторіальна Гвінея | Відбір до Кубка африканських націй 2019     | -    | кап.      |
| 2-9-2017   | Дакар          | Сенегал          | 0 – 0                   | Буркіна-Фасо         | Відбір до ЧС 2018                           | -    | кап.      |
| 5-9-2017   | Уагадугу       | Буркіна-Фасо     | 2 – 2                   | Сенегал              | Відбір до ЧС 2018                           | -    |           |
| 7-10-2017  | Прая           | Кабо-Верде       | 0 – 2                   | Сенегал              | Відбір до ЧС 2018                           | -    | ЖК        |
| 14-11-2017 | Дакар          | Сенегал          | 2 – 1                   | ПАР                  | Відбір до ЧС 2018                           | 1    |           |
| 8-6-2018   | Осієк          | Хорватія         | 2 – 1                   | Сенегал              | товариський матч                            | -    | 82'       |
| Усього     |                | Матчів           | 47                      |                      | Голів                                       | 5    |           |

## Досягнення
- Срібний призер чемпіонату Норвегії (1):

«Тромсе»: 2011
- Бронзовий призер чемпіонату Норвегії (1):

«Тромсе»: 2010
- Володар Кубка Бельгії (1):

«Генк»: 2012-13
- Чемпіон Бельгії (1):

«Андерлехт»: 2016-17
- Володар Суперкубка Бельгії (1):

«Андерлехт»: 2017
- Володар Кубка зірок Катару (2):

«Ас-Сайлія»: 2020-21, 2021-22